# Madhuca vulcanica
Madhuca vulcanica là một loài thực vật có hoa trong họ Hồng xiêm. Loài này được (Ridl.) P.Royen mô tả khoa học đầu tiên năm 1960.